# 短腿鸻
，是鸻形目短腿鸻科的唯一一种。
短腿鸻体重约84.11克，翼长约135.7毫米，嘴峰长约17.3毫米，喙宽度约3毫米，喙厚度约3.4毫米，跗蹠长约19.8毫米，尾长约58.4毫米。短腿鸻是部分迁徙的鸟类，其栖息在开放的海滩、河口等沿海水域，食性为肉食性，主要食物来源是水生动物。
短腿鸻分布于阿根廷和智利南部的湖泊和池塘。该物种是单型物种，没有亚种分化。